# Ruggiero Fedeli
Ruggiero Fedeli (* um 1655 in Venedig; † Januar 1722 in Kassel) war ein italienischer Sänger (Bass), Komponist und Kapellmeister.

## Leben
Ruggiero Fedeli war ein Sohn von Carlo Fedeli, einem Konzertmeister am Markusdom in Venedig. Sein Bruder war der Posaunist Giuseppe Fedeli. Seine ersten Anstellungen hatte er als Violaspieler in verschiedenen Theatern Venedigs und in der Kapelle am Markusdom, 1674 wurde er dort als Bassist in den Chor aufgenommen. Ab 1677 verlor er diese Anstellung wegen unerlaubter Abwesenheiten. Wegen seines offenbar schwierigen Charakters verlor er weitere Posten, so 1681 nach einer kurzen Zeit als Kapellmeister in Bayreuth, 1687 in Dresden, wo er sich dem Vizekapellmeister Nicolaus Adam Strungk widersetzte. Er war Leiter einer italienischen Operntruppe, die 1690 in Regensburg die erste dort nachweisbare Aufführung einer italienischen Oper, die Opera pastorale La Silvia aufführte. Es folgten mehrere Stellenwechsel: unter anderem war er in Berlin, wo er von 1691 bis 1695 wirkte und wird, ebenfalls 1695, als Sänger am Hof von Hannover erwähnt. 
Im Mai 1701 erhielt Fedeli die Anstellung als Kapellmeister am Hof von Kassel, mit einer Vergütung von 550 Reichstalern und freier Dienstbestallung. Mit dem Wohlwollen des Landgrafen Karl von Hessen-Kassel, konnte Fedeli die Hofmusik vom französischen hin zum italienischen Stil einleiten. Unter Fedeli stieg die Hofkapelle zu einer der besten in Deutschland auf, sie beschäftigte ständig bis zu 18 Mitglieder, zuzüglich der Kapellknaben. Zu Fedelis Schülern und Mitarbeitern in Kassel zählte Johann Adam Birckenstock. Zwischen 1702 und 1709 wirkte Fedeli gelegentlich am königlichen Hof in Berlin, da eine enge verwandtschaftliche Verbindung mit dem Königshaus und dem Sohn des Landgrafen bestand. Georg Philipp Telemann erwähnte, dass Fedeli 1702 bei der Aufführung von Giovanni Bononcinis Oper Polifemo in Berlin, in einem „Orchester grossen Theils mit Capell- und Concert-Meistern besetzet“ mitwirkte. Immer wieder leitete Fedeli Aufführungen an anderen Höfen, so 1702 in Braunschweig oder 1704 in Wolfenbüttel. Für seine Verdienste überließ der Landgraf Fedeli eine lebenslange und freie Nutzung von Gut Kragenhof bei Kassel.
Fedelis Kompositionsstil richtet sich, sowohl in weltlichen wie kirchlichen Werken, nach den Vorbildern der neapolitanischen Schule. 1706 veröffentlichte Reinhard Keiser in Hamburg eine Ariensammlung unter dem Titel Componimenti musicali..., in die er zwei Arien von Fedeli aufnahm, ansonsten ist der erhaltene Teil von Fedelis Werken, darunter geistliche Musik und weltliche Kantaten, ausschließlich in Handschriften überliefert.
Johann Mattheson und Ernst Ludwig Gerber erwähnten Fedeli in ihren Lexika.